# NGC 7253A
NGC 7253A (другие обозначения — PGC 68572, NGC 7253-1, VV 242, UGC 11984, ARP 278, MCG 5-52-10, KCPG 566A, ZWG 494.14) — спиральная галактика с перемычкой (SBc) в созвездии Пегас.
Этот объект входит в число перечисленных в оригинальной редакции «Нового общего каталога».
В галактике вспыхнула сверхновая SN 2002jg типа Ia, её пиковая видимая звездная величина составила 17,0.